# Sinarachna ceylonica
Sinarachna ceylonica är en stekelart som först beskrevs av William Harris Ashmead 1896.  Sinarachna ceylonica ingår i släktet Sinarachna och familjen brokparasitsteklar. Inga underarter finns listade i Catalogue of Life.